# Kreuzgriff
Der Kreuzgriff bezeichnet eine Griffart, bei der im Gerätturnen die beiden überkreuzten Arme die Stange (Reck) oder den Holm (Stufenbarren) im  Rist- oder Kammgriff greifen.
Siehe auch: Zwiegriff, Ellgriff